# Виленский Талмуд
Талмуд Виленского издания — одно из самых авторитетных печатных изданий вавилонского талмуда. Текст этого издания с комментариями и дополнениями, впервые опубликованный в 1880-х годах в Вильне, принято считать каноническим, он используется и переиздаётся и по сей день. Предназначен для изучения торы в иешивах и прочих учебных заведениях, изучающих иудаизм. Имеет второе название — Виленский ШаС (ШаС — это сокращение, расшифровывающееся как «Шиша Седарим» — «Шесть разделов» Талмуда).

## Издательство «Типография вдовы и братьев Ромм»
К середине XIX века в Вильне проживала одна из самых больших еврейских диаспор в мире, со своим ортодоксальным течением иудаизма (см. Литваки), за что Вильну часто называли «Вторым (Виленским или северным) Иерусалимом». Именно туда из Гродно переехала семья книготорговца и книгопечатника Боруха бен Йосефа Ромма. Его сын Менахем Манес Ромм в 1806 году сумел объединить всех Виленских и Гродненских издателей в одну компанию «Друкарня Зымеля Нахимовича и К», или «Манес и Зымель». Издательство выпускало раввинистическую литературу, литургические книги, молитвенники и мелкую периодику. В 1830 году был отпечатан тираж Торы, а с 1835 года началось издание Вавилонского талмуда.
Одновременно с подготовкой к выпуску Талмуда в Вильне конкурирующая хасидская типография в Славуте издателя Мойше Шапиро смогла первой, на территории Российской империи, выпустить три своих издания Талмуда. Между двумя издательствами началась серьёзная конкуренция с доносами и обвинениями. Обе стороны привлекали более сотни религиозных авторитетов для решений споров; в конце концов, дело закончилось трагически: в типографии Шапиро был обнаружен труп рабочего, после чего Шапиро с сыновьями оказались в тюрьме. Вскоре после суда над ними царём Николаем I «для облегчения надзора» был утверждён указ кабинета министров от 27 октября 1836 года, которым были закрыты все еврейские типографии в России, за исключением Киевской и Виленской. А в Вильне, в свою очередь, издательство Ромма к 1837 году смогло устранить всех конкурентов и стало единственным еврейским издателем.
В 1840 году дела издательства сильно пошатнулись: во время пожара погиб работник типографии и сгорели 25 печатных станков; в хасидских кругах это назвали божьей карой за нечестные способы устранения конкурентов. Издательство долго восстанавливало утраченное имущество. Только после 1856 года, когда спрос на книги возрос, сын и вдова Менахема Ромма Двойра смогли восстановить нормальную работу типографии. C 1863 года издательство стало называться «Типография вдовы и братьев Ромм». Позже дела вели уже сын Менахема-Мана Иосиф Рувин и его дети — Давид, Янкель и Манес Роммы.

## История создания
Перед выпуском очередного издания Вавилонского Талмуда издатели привлекли более ста известных раввинов и толкователей для его улучшения. И вот, с 1880 по 1886 трактаты, многократно выверенные, причём не просто с текстом, а с добавленными комментариям и примечаниями (более сотни дополнений) были изданы. Это издание, вкупе с графическим оформлением, до настоящего времени считается непревзойдённым по качеству и надёжности материала и иллюстрациям. Многие еврейские издания и сейчас, на своих титульных страницах, используют иллюстрации, выполненные гравёром Авнером Грилихом. До сих пор это издание Талмуда положено в основу почти всех последующих выпусков Талмуда до настоящего времени.

## Виленский Талмуд
Виленский Талмуд состоит из 37 томов, имеющих в сумме 5894 страницы. За небольшим исключением одна страница Виленского Талмуда имеет несколько текстов: в центре расположен непосредственно текст мишны или гемары. На внутреннем поле (со стороны переплёта) расположены комментарии, к напечатанному тексту, средневекового толкователя Талмуда Раши. На внешнем поле — комментарии к этому же тексту тосафистов (средневековых (XII—XII века) раввинов Германии и Франции, которые обучали евреев во времена средневековой инквизиции на западе Европы, когда был наложен запрет на хранение книг Талмуда под страхом смертной казни; позже комментарии последних были записаны в единый труд, называвшийся Тосафот). Сбоку (у самых краёв листа) от обоих комментариев могут быть расположены дополнительные комментарии известных толкователей.